# Робаково (Поморське воєводство)
Робаково (пол. Robakowo) — село в Польщі, у гміні Люзіно Вейгеровського повіту Поморського воєводства.
Населення — 922 особи (2011).
У 1975-1998 роках село належало до Гданського воєводства.

## Демографія
Демографічна структура станом на 31 березня 2011 року:
|          | Загалом | Допрацездатний вік | Працездатний вік | Постпрацездатний вік |
| -------- | ------- | ------------------ | ---------------- | -------------------- |
| Чоловіки | 471     | 170                | 286              | 15                   |
| Жінки    | 451     | 151                | 254              | 46                   |
| Разом    | 922     | 321                | 540              | 61                   |